# Циган (фільм, 1967)
«Циган»  (рос. «Цыган») — український радянський художній фільм 1967 року режисера Євгена Матвєєва за однойменною повістю Анатолія Калініна. Перша режисерська та сценарна робота Євгена Матвєєва. Фільм розповідає про долю жінки, яка в роки війни стала матір'ю циганському хлопчикові, рідна мати якого загинула. І все було спокійно, доки в селі не з'явився коваль Будулай. Фільм став лідером прокату СРСР 1968 року — 37.9 млн глядачів.
Фільм вийшов в прокат в УРСР у 1967 році з українським дубляжем від Кіностудії Довженка. Станом на 2020 український дубляж фільму досі не знайдено та не відновлено. Епізоди фільму знімалися в Черкасах.

## Сюжет
Під час німецько-радянської війни Клавдія Пухлякова (Людмила Хитяєва) мати грудної дівчинки, знаходить у розбитої німецькими танками циганської кибитки хлопчика та усиновляє його. Проходить 17 років. Мати любить юнака, як власного сина, і тут в селі з'являється циган Будулай (Євген Матвєєв), і дуже скоро хлопець прив'язується до імпозантного цигана, чим викликає у неї дикий страх. Вона боїться викриття своєї таємниці…

## В ролях
- Людмила Хитяєва — Клавдія Петрівна Пухлякова
- Євген Матвєєв — Будулай Романов
- Сергій Єрмілов — Ваня, син Клавдії
- Таня Грабовська — Нюра
- Володимир Ємельянов — Тимофій Ілліч
- Іван Переверзєв — Іван Дмитрович
- Олена Максимова — Лущилиха
- Петро Лобода — Черенков
- Людмила Марченко — дружина Будулая
- Петро Вескляров — батько Будулая
- Маргарита Криницина — Стеша
- Зоя Василькова  (у титрах — З. Чекулаєва) — Даша
- Валентин Грудинін — солдат з військкомату
- Ада Волошина — секретар Черенкова
- Денис Кміт — Ваня в дитинстві
- Лев Перфілов — Костя, шофер
- Олег Фандера — епізод
- ? — Шелухін

та ін.

## Знімальна група
- Режисер-постановник: Євген Матвєєв
- Сценарист: Євген Митько, Євген Матвєєв (за участю)
- Оператор-постановник: Михайло Чорний
- Художник-постановник Віктор Мигулько
- Композитор: Веніамін Баснер
- Режисер: Б. Зеленецький
- Звукооператор: Аріадна Федоренко
- Оператори: Валентина Тишковець, А. Кравченко
- Декорації: Григорій Павленко
- Костюми: Н. Браун
- Грим: М. Лосєва, А. Лосєвої
- Комбіновані зйомки
  - оператор: Павло Король
  - художник: Валентин Корольов
- Редактор: Володимир Сосюра
- Монтаж: Тетяна Сивчикова
- Текст пісні: Михайла Матусовського
- Танці: Роберта Клявіна